# Colby Cave
Pour les articles homonymes, voir Cave.
Colby Alexander Cave (né le 26 décembre 1994 à North Battleford dans la province de la Saskatchewan au Canada et mort le 11 avril 2020 à Toronto dans la province de l'Ontario au Canada) est un joueur professionnel canadien de hockey sur glace. Il évoluait au poste de centre.

## Biographie
Début avril 2020, Colby Cave est victime d'une importante hémorragie cérébrale et est admis aux services des urgences du Sunnybrook Health Sciences Centre de Toronto où il est placé sous assistance respiratoire en coma artificiel. Il meurt le 11 avril après avoir subi une opération chirurgicale 4 jours plus tôt.
Le 11 novembre 2021 sa mémoire est honorée avant la rencontre entre les Bruins de Boston et les Oilers d'Edmonton, les deux équipes pour lesquelles il a joué dans la Ligue nationale de hockey.

## Statistiques
| Saison     | Équipe                   | Ligue      |    | Saison régulière | Saison régulière | Saison régulière | Saison régulière | Saison régulière |   | Séries éliminatoires | Séries éliminatoires | Séries éliminatoires | Séries éliminatoires | Séries éliminatoires |
| Saison     | Équipe                   | Ligue      | PJ | B                | A                | Pts              | Pun              | PJ               | B | A                    | Pts                  | Pun                  |                      |                      |
| 2010-2011  | Broncos de Swift Current | LHOu       | 1  | 0                | 0                | 0                | 0                | -                | - | -                    | -                    | -                    |                      |                      |
| 2011-2012  | Broncos de Swift Current | LHOu       | 70 | 6                | 10               | 16               | 36               | -                | - | -                    | -                    | -                    |                      |                      |
| 2012-2013  | Broncos de Swift Current | LHOu       | 72 | 21               | 20               | 41               | 39               | 5                | 2 | 2                    | 4                    | 8                    |                      |                      |
| 2013-2014  | Broncos de Swift Current | LHOu       | 72 | 33               | 37               | 70               | 30               | 6                | 0 | 2                    | 2                    | 0                    |                      |                      |
| 2014-2015  | Broncos de Swift Current | LHOu       | 72 | 35               | 40               | 75               | 52               | 4                | 2 | 0                    | 2                    | 2                    |                      |                      |
| 2014-2015  | Bruins de Providence     | LAH        | 1  | 0                | 0                | 0                | 0                | -                | - | -                    | -                    | -                    |                      |                      |
| 2015-2016  | Bruins de Providence     | LAH        | 75 | 13               | 16               | 29               | 27               | 3                | 2 | 1                    | 3                    | 5                    |                      |                      |
| 2016-2017  | Bruins de Providence     | LAH        | 76 | 13               | 22               | 35               | 52               | 17               | 1 | 5                    | 6                    | 18                   |                      |                      |
| 2017-2018  | Bruins de Providence     | LAH        | 72 | 11               | 22               | 33               | 29               | 4                | 0 | 0                    | 0                    | 2                    |                      |                      |
| 2017-2018  | Bruins de Boston         | LNH        | 3  | 0                | 0                | 0                | 2                | -                | - | -                    | -                    | -                    |                      |                      |
| 2018-2019  | Bruins de Providence     | LAH        | 15 | 6                | 12               | 18               | 13               | -                | - | -                    | -                    | -                    |                      |                      |
| 2018-2019  | Bruins de Boston         | LNH        | 20 | 1                | 4                | 5                | 8                | -                | - | -                    | -                    | -                    |                      |                      |
| 2018-2019  | Oilers d'Edmonton        | LNH        | 33 | 2                | 1                | 3                | 8                | -                | - | -                    | -                    | -                    |                      |                      |
| 2019-2020  | Oilers d'Edmonton        | LNH        | 11 | 1                | 0                | 1                | 4                | -                | - | -                    | -                    | -                    |                      |                      |
| 2019-2020  | Condors de Bakersfield   | LAH        | 44 | 11               | 12               | 23               | 24               | -                | - | -                    | -                    | -                    |                      |                      |
| Totaux LNH | Totaux LNH               | Totaux LNH | 67 | 4                | 5                | 9                | 22               | -                | - | -                    | -                    | -                    |                      |                      |